# Alexander Gray (Sänger)
Alexander Reid Gray (* 31. März 1929 in Lachine; † 6. Oktober 1998 in Quebec) war ein kanadischer Opernsänger (Bariton) und Musikpädagoge.

## Leben
Gray debütierte siebzehnjährig als Silas Simkins in Merrie England. Er studierte 1946–47 am McGill Conservatory Gesang bei Merlin Davis und Klavier bei Mary Bennett, war von 1950 bis 1955 Schüler von Ernesto Vinci am Royal Conservatory of Music und studierte in New York bei Boris Goldovsky.
Von 1955 bis 1971 gehörte Gray zum Ensemble der Canadian Opera Company, daneben beteiligte er sich an Tourneen der Banff School of Fine Arts (1957–58), Produktionen der Stratford Festival (1959–62), des Goldovsky opera Theatre (1962–67) und der Edmonton Opera Association (1968) und war von 1969 bis 1971 Erster Bariton am Opernhaus Kiel. Er trat in Rundfunk- und Fernsehproduktionen der CBC auf und sang beim Guelph Spring Festival 1976 den Jaylor in Benjamin Brittens The Beggar’s Opera. Mehr als zweihundertmal sang er den Marcello in La Bohème und mehr als zweihundertfünfzigmal den Figaro in Der Barbier von Sevilla.
Gray war Gründungsdirektor der Southern Alberta Opera Association, aus der die Calgary Opera hervorging. Von 1971 bis 1984 unterrichtete er an der University of Calgary, von 1978 bis 1984 leitete er zudem die Sektion Musiktheater der Banff School of Fine Arts.

## Quelle
- Alexander Gray in der Canadian Encyclopedia

| Personendaten    | Personendaten                                       |
| ---------------- | --------------------------------------------------- |
| NAME             | Gray, Alexander                                     |
| ALTERNATIVNAMEN  | Gray, Alexander Reid (vollständiger Name)           |
| KURZBESCHREIBUNG | kanadischer Opernsänger (Bariton) und Musikpädagoge |
| GEBURTSDATUM     | 31. März 1929                                       |
| GEBURTSORT       | Lachine                                             |
| STERBEDATUM      | 6. Oktober 1998                                     |
| STERBEORT        | Quebec                                              |